# 迈达斯

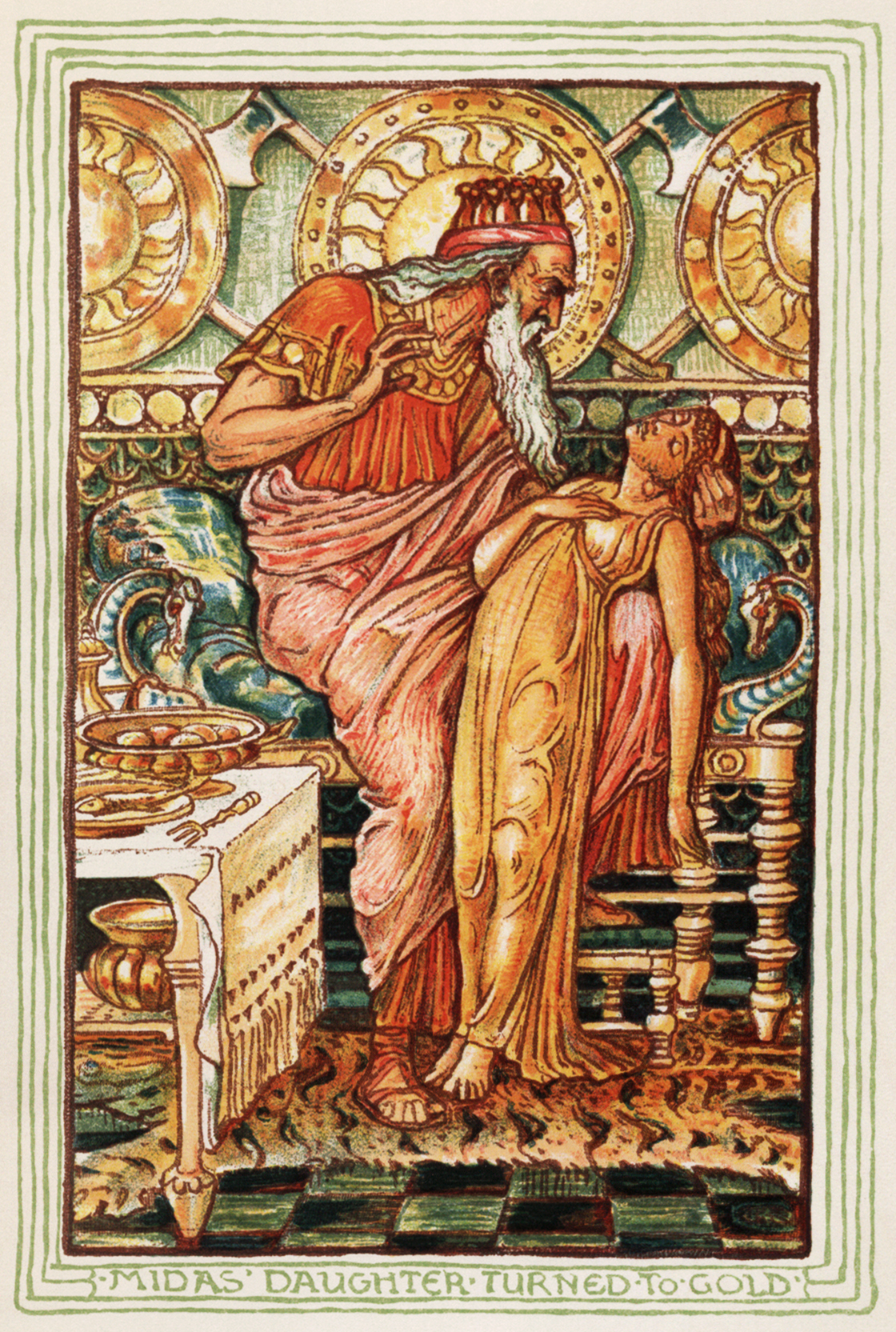
在纳撒尼尔·霍桑版的迈达斯神话故事中，迈达斯的女儿在被迈达斯触到之后变成了黄金雕塑。上图为1893年版中沃尔特·克兰所作插图。

弥达斯（又译米达斯），希腊神话中的弗里吉亚王，以巨富著称，為点石成金寓言的原型。

## 谱系
弥达斯是弗里吉亚国王戈耳狄俄斯和女神库柏勒的儿子（一说他是戈耳狄俄斯与库柏勒收养的孩子）。神话说，当弥达斯还是个婴儿的时候，蚂蚁向他嘴里搬运食物，这就预示了他将来必然成为巨富。荷马在伊利亚特中提到弥达斯的儿子叫利梯厄耳塞斯。利梯厄耳塞斯强迫所有路过他国家的人与他比赛收割谷子，凡落败者都被处死。后来大英雄赫剌克勒斯路过弗里吉亚，杀死了利梯厄耳塞斯。
部分理論則稱，弥达斯最初是狄俄倪索斯的伴神，或库柏勒的伴神（狄俄多洛斯提到了这点），后来才成了独立的人物形象。

## 神話

### 點石成金
點石成金，又稱為彌達斯的觸摸（The Midas touch），是關於彌達斯的神話中最有名的故事。一次，酒神狄俄倪索斯發現他的老師西勒諾斯不見了。原來這個老精靈醉酒之後到處亂跑，在佛律癸亞的山裡被一些農民抓住，被帶到國王彌達斯那裡。彌達斯因為參加過酒神節，立刻認出了西勒諾斯是誰，他趕緊釋放了西勒諾斯，並款待了他十天十夜，最後把他交還給狄俄倪索斯。亦有其他版本的神話說，西勒諾斯是自己走到了彌達斯的玫瑰園裡，或甚至彌達斯是設計灌醉西勒諾斯並捉住了他。無論如何，最後彌達斯將自己手裡的西勒諾斯送回狄俄倪索斯處，而酒神為了報答這件事許諾給予彌達斯任何他想要的東西。彌達斯表示希望擁有點石成金的本領，觸到的東西都會立刻變成金子，因此彌達斯擁有了點金術。
最初他為此高興了一會兒，但他很快就發現，這項本領實際是個巨大的災難。這讓他無法吃東西，因為他一碰食物，食物就變成了金錠，這樣他肯定要被餓死。更糟的是，他無意中碰到了自己的女兒，結果把她變成了一尊黃金雕塑。這時彌達斯終於意識到自己做了一個多壞的選擇，便祈求狄俄倪索斯收回賜予給他的點金術。於是狄俄倪索斯引領彌達斯前往帕克托羅斯河，當他接觸到水面時，這項能力就轉移到了河水裡，河裡的砂石立刻變成了黃金，而他也終於得以擺脫這項麻煩的技能。
由於在古代，帕克托罗斯河一度盛产金砂，因此苏联学者认为弥达斯的神话或许是个推源论性质的神话，目的是解释帕克托罗斯河为什么产金。亦有人認為，点石成金则反映了古希腊人对亚洲拥有巨大财富的幻想。

### 驢耳朵

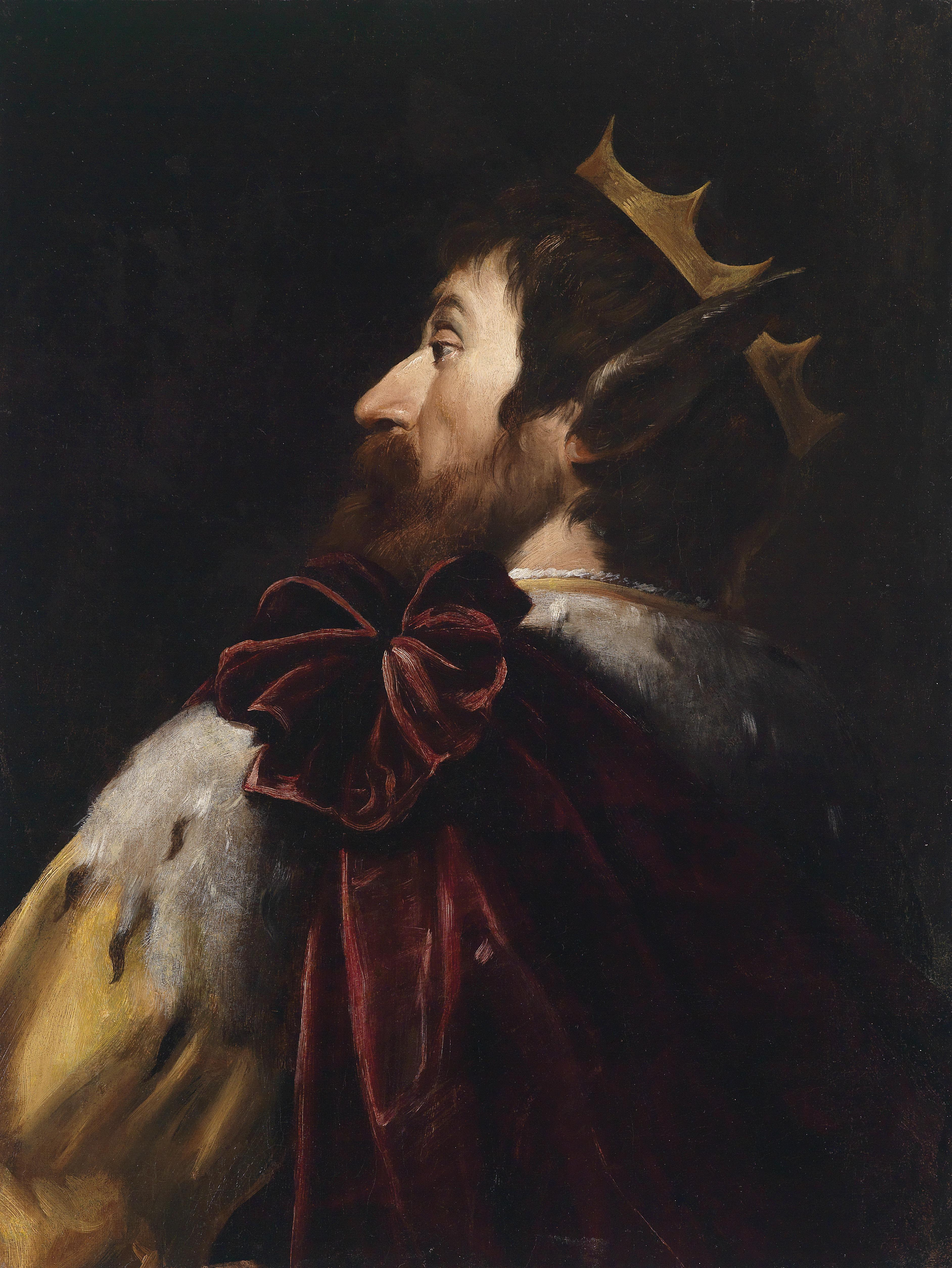
安德烈亞·瓦卡洛画作《迈达斯国王》

一次，阿波羅與潘（一說是瑪耳緒阿斯）舉辦了一場音樂比賽，藉此比較兩人的音樂造詣，彌達斯受邀作為裁判。在雙方的演奏結束後，彌達斯判定潘為獲勝者，引來阿波羅不滿。亦有一說擔任裁判的是特摩羅斯，他判定阿波羅勝利，而彌達斯對此表示反對，並質疑裁判的公正性，引發阿波羅的不滿。無論如何，阿波羅對彌達斯的評判感到不滿，質疑其音樂欣賞能力。於是將他的耳朵變成了驢耳朵。
彌達斯對於自己擁有驢耳朵感到十分羞愧，尤其身為國王，他不願讓他人看到自己的耳朵，只好整天戴著頭巾（一說是佛律癸亞帽）。不過為了理髮，國王的理髮師還是得以知道這個秘密。知道國王祕密的理髮師心癢難耐，卻又礙於彌達斯的命令而無法說出去，就在地上挖了一個洞，然後對著洞口吶喊「彌達斯國王有一對驢耳朵！」，隨後把洞填平，以紓解心中壓力。孰料，日後洞上長出一叢蘆葦，伴隨風的吹拂，發出「彌達斯國王有一對驢耳朵」的聲音，結果彌達斯的秘密因此被洩露給所有人。
後人認為，关于驴耳的神话可能是对古弗里吉亚人使用过的与驴有关的图腾的回忆。從這個故事『國王長著驢耳朵』衍生出一些文學上常用的典故，如「彌達斯的評判」（外行的評判）、「彌達斯的耳朵」（掩飾不了的不學無術）、「彌達斯的理髮師」（多嘴或不善保密的人）等。

## 流行文化
- 迪士尼動畫電影《阿拉丁和大盗之王》中出現的點金道具「米達斯之手」。
- 動作冒險遊戲《古墓奇兵》中的關卡「米達斯宮殿」。
- 日本漫畫《機動戰士海盜高達 GHOST》之中登場機體米達斯。
- 著名歌手Travis Scott的歌曲《Highest in the Room》中引用了米達斯之手的典故。

## 资料来源
- 《世界神话辞典》，辽宁人民出版社，ISBN 7-205-00960-X
- 《神话辞典》，（苏联）M·H·鲍特文尼克等，统一书号：2017·304
- 《古希腊罗马神话鉴赏辞典》，吉林出版社，ISBN 7-206-04846-3